# 유리 공예

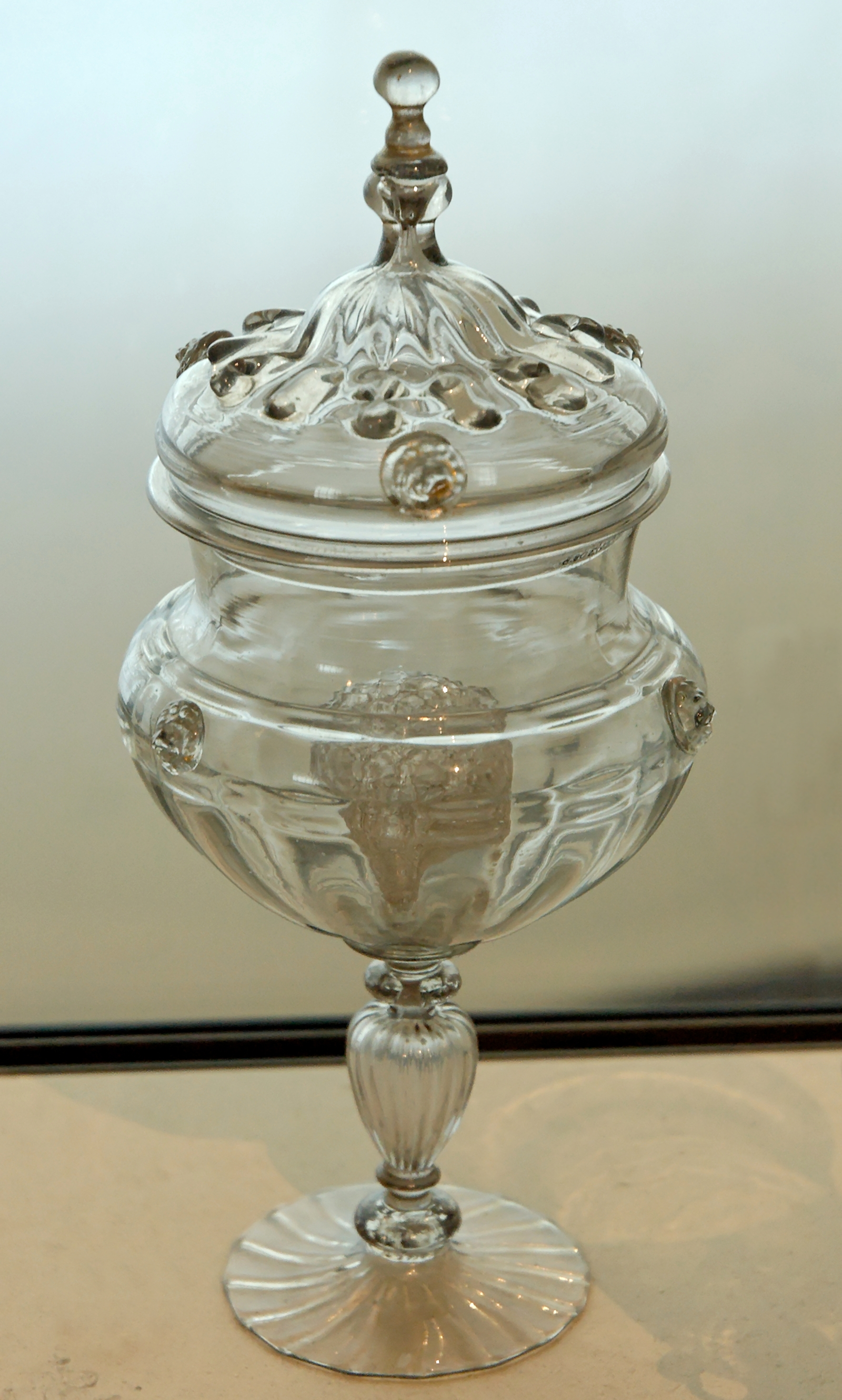
유리 공예품의 모습.

유리 공예(영어: Glass Art)는 유리의 특성을 활용하여 인간 생활에 구체적으로 봉사하는 기구 따위와 같은 것이지만 실용성과 인간의 마음을 즐겁게 하는 요소를 겸비한 공예이다.

## 유리 공예의 특징
유리의 특징은 투명체인 것이 하나이고, 다음에 표면 반사가 거기에 수반되고, 그리고 빛을 굴절한다는 것, 세 가지를 들 수 있다. 이와 같은 특질에는 저마다의 아름다움이 부수되고 자연 속에 저마다의 미학이 형성되어 오고 있다. 물이나 포도주의 아름다움은 투명함의 매력이고, 광택 있는 보석이나 귀중석, 칠, 셀로판으로 포장된 것의 아름다움은 전부 유리의 표면 반사와 흡사한 효과를 느끼게끔 하고 있다. 조각유리의 렌즈 효과는 물리적이고 전형적인 아름다움과 기계적인 근대 감각을 갖추고 있다. 의외로 고전적인 공예재료인 유리가 근대성이 있는 것으로서 환영되고 있는 것도 이상과 같은 특질을 가지고 있는 보편성이 그 관건이 되고 있다. 따라서 유리 공예품의 특질을 가장 단적으로 살린 와인글라스류(類), 병 따위는 내용의 투명체의 색채효과에 유감없이 어필하는 기구라고 할 수가 있다. 이 경우 유리는 어디까지나 무색이어야 한다는 것이 최상의 조건으로서 환영되고 있기 때문에 크리스털글라스(간단히 말하자면 무색 투명유리)가 탄생되어 왔다. 무색 유리는 장식성을 주기 위해서는 표면 반사를 가장 효과적으로 가공할 수 있는 커트(cut)를 제외하고는 그 밖에 적절한 방법은 적다. 이것들은 전부 보석가공의 전통에서 계승되고 발전된 것으로 유리가공의 정통이라고 할 수 있다.
굴절의 미는 유리의 플레인(plane：유리를 붙여 놓은 그대로 아무런 가공도 하지 않은 것)에 액체를 넣었을 경우는 항상 그 효과가 발휘될 수 있고 크리스탈글라스의 커트면(面)에서 반사하는 빛은 보통 유리보다 훨씬 굴절률이 강하므로 광휘는 한층 더 뛰어나다. 물을 채운 어항은 그 자체가 렌즈이고, 그 속을 헤엄치는 금붕어의 확대된 아름다움은 많은 화가의 모티브가 되어 있는 것에서도 잘 알 수 있다. 유리의 특질을 잘 살려서 뛰어난 품질과 기술과 디자인이 종합된 기구가 훌륭한 공예품이라 할 수 있다.

## 유리 공예의 재료
유리는 양질의 규사와 알칼리와 석회가 주성분이다. 크리스털글라스의 경우는 가장 좋은 규석(가루로 만들어 입자를 균일하게 한 것, 가장 좋은 것이란 철분이 극히 적은 것)과 탄산칼리와 납이 주성분이다. 이상의 소재를 섭씨 1300도 전후에서 용해하여 엿 모양으로 만든 것이 녹은 유리이며 그것으로 작업을 진행해 나가는 것이다.

## 유리 공예의 기법
유리가공을 기법적으로 분류하면 두 가지가 있다. 하나는 용융된 유리를 성형하는 취법(吹法)인데, 형취법·주취법·취입법·프레스글라스 등 네 가지가 있다. 둘째는 일단 성형된 유리표면을 또다시 가공하는 커트(cut 조각유리), 엔그레빙 engraving 彫刻), 에나멜드 글라스(enameled glass 窯彩), 기타 등이다.

### 주취법
주취법(宙吹法)은 틀을 일체 사용하지 않고 마치 엿을 여러 가지 모양으로 주무르듯 완성시키는 방법이다. 단 고열작업이므로 여러 가지 도구를 사용한다.

### 형취법
형취법(型吹法)은 형(型：나무 또는 금속제) 속으로 녹은 유리를 쇠파이프 끝에 말아서 들고 불면서, 그 파이프를 돌리면서 완성시키는 방법으로서, 꽃병이나 탐브러(컵) 등은 대부분 이 방법으로 만든다.

### 취입법
포켓 위스키병과 같이 단면이 원이 아닌 것을 돌려가며 불 수가 없으므로 편평형(偏平形), 금형(金型; 금속 거푸집) 속으로 유리를 불어 넣어서 성형한다.

### 프레스 글라스
쇠틀로 목적하는 형을 새겨서 만들고, 그 속에 유리를 잘라 넣어서 저(杵)라는 중심이 되는 형의 쇠틀로 눌러서 완성시킨다. 이상 말한 어느 유리나 다 아닐린(anilin)이라는 온도조절에 의하여 일정시간 불(爐) 속에 넣어서 유리 전체를 섭씨 550도 전후로 보온하고, 다시 온도를 내린 다음 그 불에서 내놓는다. 이 공정을 거치지 않으면 유리에 뒤틀림이 생겨 잘 깨지기 쉬운 유리가 된다.

### 조각유리
조각유리(Cut glass)는 꽃병이나 탐브러의 소지(일단 형취법으로 완성시킨 것)를 그라인더(grinder)류로 커트하는 방법으로서, 일반적으로 금강사로 거칠게 깎은 다음에 천연 숫돌로 대충 완성시키고, 맨 나중에 목반(버드나무 木盤)으로 밀어 모래를 사용하여 완성시키는 것이다.

### 글라빌
彫刻 이 말은 독일어가 와전되어 한국이나 일본에서는 글라빌이라고 속칭되고 있다. 동판제(銅板製)의 원반(圓盤 grinder)으로 사실적인 요면조각(凹面彫刻)을 하는 방법으로서 일반적으로 표면을 무광택으로 마무리 하는 것이 특색이다

### 요채
요채(窯彩, enameled glass)는 완성된 유리 표면에 색유리의 가루(용제(溶劑)도 있음)로 그림을 그리고, 또다시 전기로(電氣爐)에서 굽는 방법으로서, 스테인드글라스도 이 방법을 많이 이용한다. 이렇게 만든 유리조각을 납 테(rim)로 납땜하고, 다시 창틀에 세트하는 것이다. 그 밖에 모자이크나 홍채(紅彩 래스터), 도금(鍍金 갈딩) 등이 있다.

## 사용목적
유리는 초기에는 귀중석(貴重石)의 이미테이션(모조품)으로서 자연석의 아름다움 먼저 모방, 제작했다. 따라서 다음 단계에는 액세서리적인 것이 만들어졌고, 중세에는 종교적 호부(護符) 등도 포함되고 있다. 이윽고 형취법이 생기고 난 다음부터 비로소 식기가 만들어졌는데 우선 액체용기에 가장 적합한 용도가 발견되었다. 탄블러에서 주기(酒器)나 병이 고안되고, 거기에서 발전하여 화기(花器)가 제작되었다. 유리뿐만 아니라 공예품이라고 하는 것은 꽃병류를 만드는 경우가 대단히 많다. 그리하여 다이아몬드 커트로 불리는 전형적인 화려한 커트글라스가 생기게 되었다. 한편 베니스에서 발달한 취법(吹法) 유리는 다채로운 빛깔로서 유리가 아니면 이룰 수 없는 투명체의 매력으로 사실적인 동물이나 인물의 오브제를 만들어, 많은 사람들의 사랑을 받고 있다.

## 같이 보기
- 유리 세공
- 문진